# Manciet
Pour les articles homonymes, voir Manciet (homonymie).
Manciet (Mansiet en occitan gascon) est une commune française située dans l'ouest du département du Gers, en région Occitanie. Sur le plan historique et culturel, la commune est dans le Bas-Armagnac, ou Armagnac noir, un pays s'inscrivant entre les vallées de l'Auzoue, la Gélise, la Douze et du Midou.
Exposée à un climat océanique altéré, elle est drainée par la Douze, le Bergon, le Tuzon et par divers autres petits cours d'eau. La commune possède un patrimoine naturel remarquable : deux sites Natura 2000 (les « étangs d'Armagnac » et « la Gélise ») et neuf zones naturelles d'intérêt écologique, faunistique et floristique.
Manciet est une commune rurale qui compte 761 habitants en 2022, après avoir connu un pic de population de 2 004 habitants en 1861.  Elle fait partie de l'aire d'attraction d'Eauze. Ses habitants sont appelés les Mancietois ou  Mancietoises.

## Géographie

### Localisation
Manciet est une commune de Gascogne située au sud-ouest d'Eauze et au nord-est de Nogaro, dans la partie occidentale du Gers.

### Communes limitrophes
Les communes limitrophes sont Avéron-Bergelle, Ayzieu, Bascous, Bourrouillan, Campagne-d'Armagnac, Cravencères, Eauze, Espas, Réans et Sainte-Christie-d'Armagnac.
| Campagne-d'Armagnac, Ayzieu              | Réans           | Eauze   |
| Bourrouillan, Sainte-Christie-d'Armagnac | Manciet         | Bascous |
| Cravencères                              | Avéron-Bergelle | Espas   |

### Géologie et relief
Manciet se situe en zone de sismicité 1 (sismicité très faible).

### Hydrographie

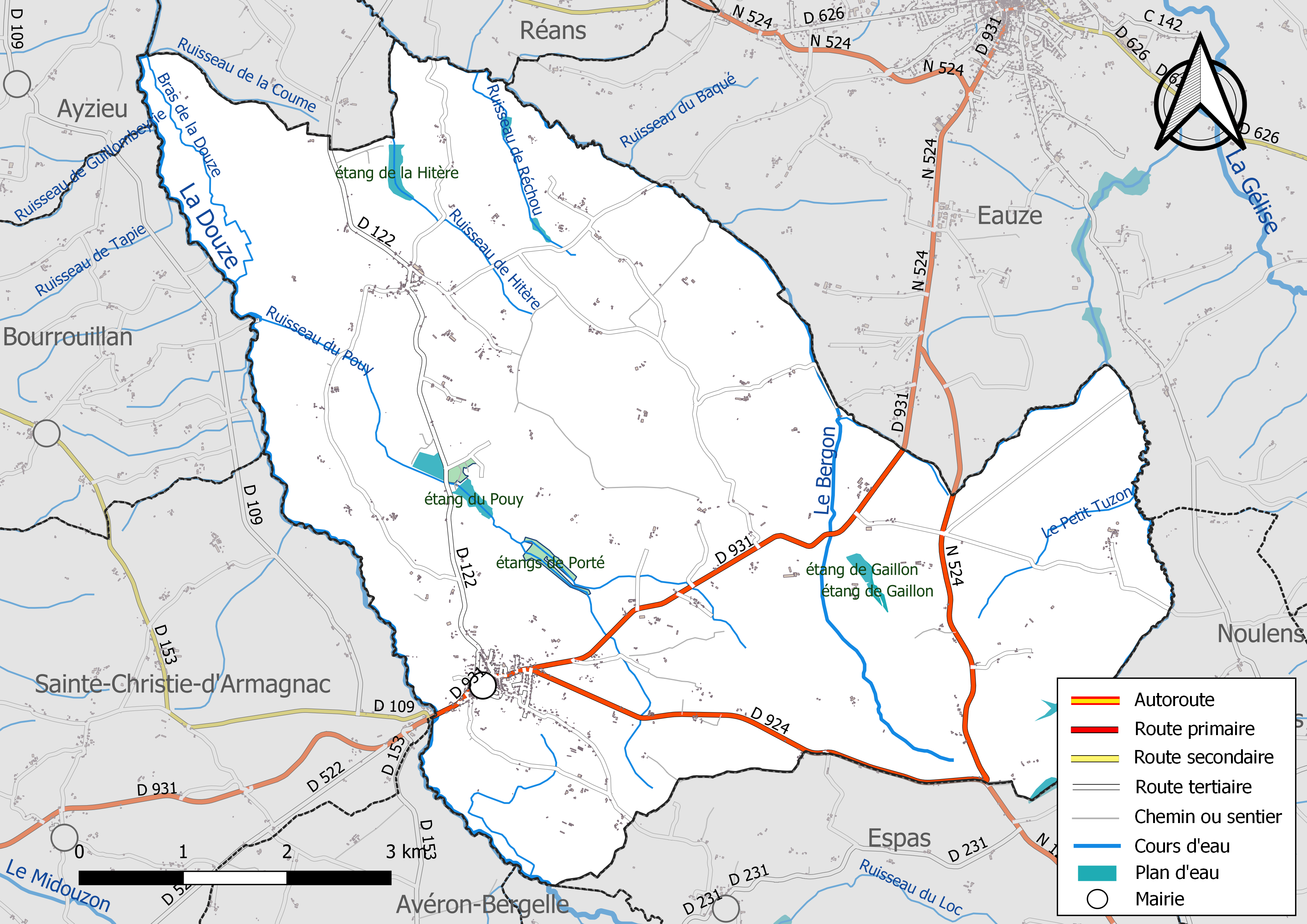
Réseaux hydrographique et routier de Manciet.

La commune est pour partie dans le bassin de l'Adour et pour partie dans le bassin de la Garonne, au sein du bassin hydrographique Adour-Garonne. Elle est drainée par la Douze, le Bergon, le Tuzon, un bras de la Douze, le Petit Tuzon, le ruisseau de Guillombeyrie, le ruisseau de Hitère, le ruisseau de Lariouasse, le ruisseau de Maynard, le ruisseau de Réchou, le ruisseau de Tapie, le ruisseau du Pouy et par divers petits cours d'eau, qui constituent un réseau hydrographique de 39 km de longueur totale,.
La Douze, d'une longueur totale de 123,5 km, prend sa source dans la commune de Gazax-et-Baccarisse et s'écoule du sud-est vers le nord-ouest puis vers le sud. Elle traverse la commune et se jette dans la Midouze à Mont-de-Marsan, après avoir traversé 34 communes.
Le Bergon, d'une longueur totale de 16 km, prend sa source dans la commune et s'écoule du sud-est vers le nord-ouest. Il traverse la commune et se jette dans la Douze à Ayzieu, après avoir traversé 6 communes.

### Climat
Pour des articles plus généraux, voir Climat de l'Occitanie et Climat du Gers.
En 2010, le climat de la commune est de type climat du Bassin du Sud-Ouest, selon une étude s'appuyant sur une série de données couvrant la période 1971-2000. En 2020, Météo-France publie une typologie des climats de la France métropolitaine dans laquelle la commune est exposée à un climat océanique altéré et est dans la région climatique Aquitaine, Gascogne, caractérisée par une pluviométrie abondante au printemps, modérée en automne, un faible ensoleillement au printemps, un été chaud (19,5 °C), des vents faibles, des brouillards fréquents en automne et en hiver et des orages fréquents en été (15 à 20 jours).
Pour la période 1971-2000, la température annuelle moyenne est de 12,9 °C, avec une amplitude thermique annuelle de 14,9 °C. Le cumul annuel moyen de précipitations est de 913 mm, avec 10,9 jours de précipitations en janvier et 7 jours en juillet. Pour la période 1991-2020, la température moyenne annuelle observée sur la station météorologique la plus proche, située sur la commune de Lupiac à 17 km à vol d'oiseau, est de 13,8 °C et le cumul annuel moyen de précipitations est de 879,7 mm,. Pour l'avenir, les paramètres climatiques de la commune estimés pour 2050 selon différents scénarios d'émission de gaz à effet de serre sont consultables sur un site dédié publié par Météo-France en novembre 2022.

### Milieux naturels et biodiversité

#### Réseau Natura 2000

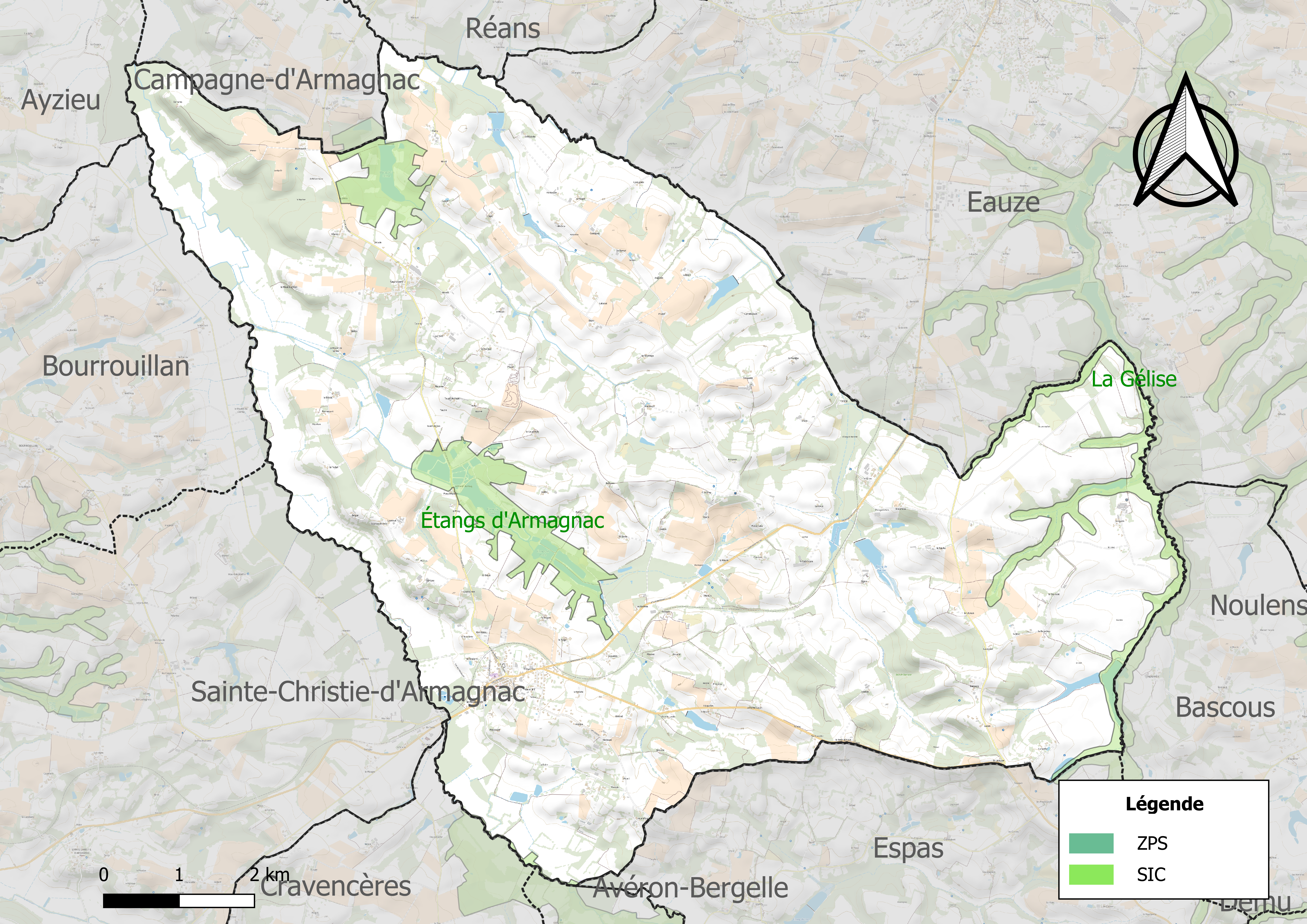
Sites Natura 2000 sur le territoire communal.

Le réseau Natura 2000 est un réseau écologique européen de sites naturels d'intérêt écologique élaboré à partir des directives habitats et oiseaux, constitué de zones spéciales de conservation (ZSC) et de zones de protection spéciale (ZPS).
Deux sites Natura 2000 ont été définis sur la commune au titre de la directive habitats :
- les « étangs d'Armagnac », d'une superficie de 1 028 ha, un site éclaté composé de plusieurs étangs et leurs abords, d'une zone bocagère, d'une zone forestière et marécageuse, dans le bassin versant de l'Armagnac comprenant les principales populations de la Cistude d'Europe (présence de la plus grande population pour Midi-Pyrénées)[15] ;
- « la Gélise », d'une superficie de 3 785 ha, un espace offrant de nombreux habitats et habitats d'espèces d'intérêt communautaire, du fait de la diversité des territoires traversés par la Gélise et ses affluents, combinés au fonctionnement particulier du lit majeur et à la gestion actuelle des milieux[16].

#### Zones naturelles d'intérêt écologique, faunistique et floristique
L’inventaire des zones naturelles d'intérêt écologique, faunistique et floristique (ZNIEFF) a pour objectif de réaliser une couverture des zones les plus intéressantes sur le plan écologique, essentiellement dans la perspective d’améliorer la connaissance du patrimoine naturel national et de fournir aux différents décideurs un outil d’aide à la prise en compte de l’environnement dans l’aménagement du territoire.
Sept ZNIEFF de type 1 sont recensées sur la commune :
- l'« étang de la Hitère et bois de Trianon » (158 ha), couvrant 2 communes du département[18] ;
- l'« étang du Moura et milieux bocagers environnant la Douze » (165 ha), couvrant 4 communes du département[19] ;
- l'« étang et bois de Lesquirle » (42 ha)[20] ;
- les « étangs de Guerre et milieux annexes » (270 ha), couvrant 2 communes du département[21] ;
- les « étangs du Gaillon, d'Enjoie, de Pourquecèbes et du Chinan » (109 ha)[22] ;
- les « étangs du Juge et du Réchou » (77 ha), couvrant 3 communes du département[23] ;
- les « étangs du Pouy et de Porté » (104 ha)[24] ;

et deux ZNIEFF de type 2, : 
- « la Douze et milieux annexes » (11 575 ha), couvrant 29 communes dont 26 dans le Gers et trois dans les Landes[25] ;
- « la Gélise et milieux annexes » (6 362 ha), couvrant 18 communes dont 13 dans le Gers, trois dans les Landes et deux dans le Lot-et-Garonne[26].

Carte des ZNIEFF de type 1 et 2 à Manciet.
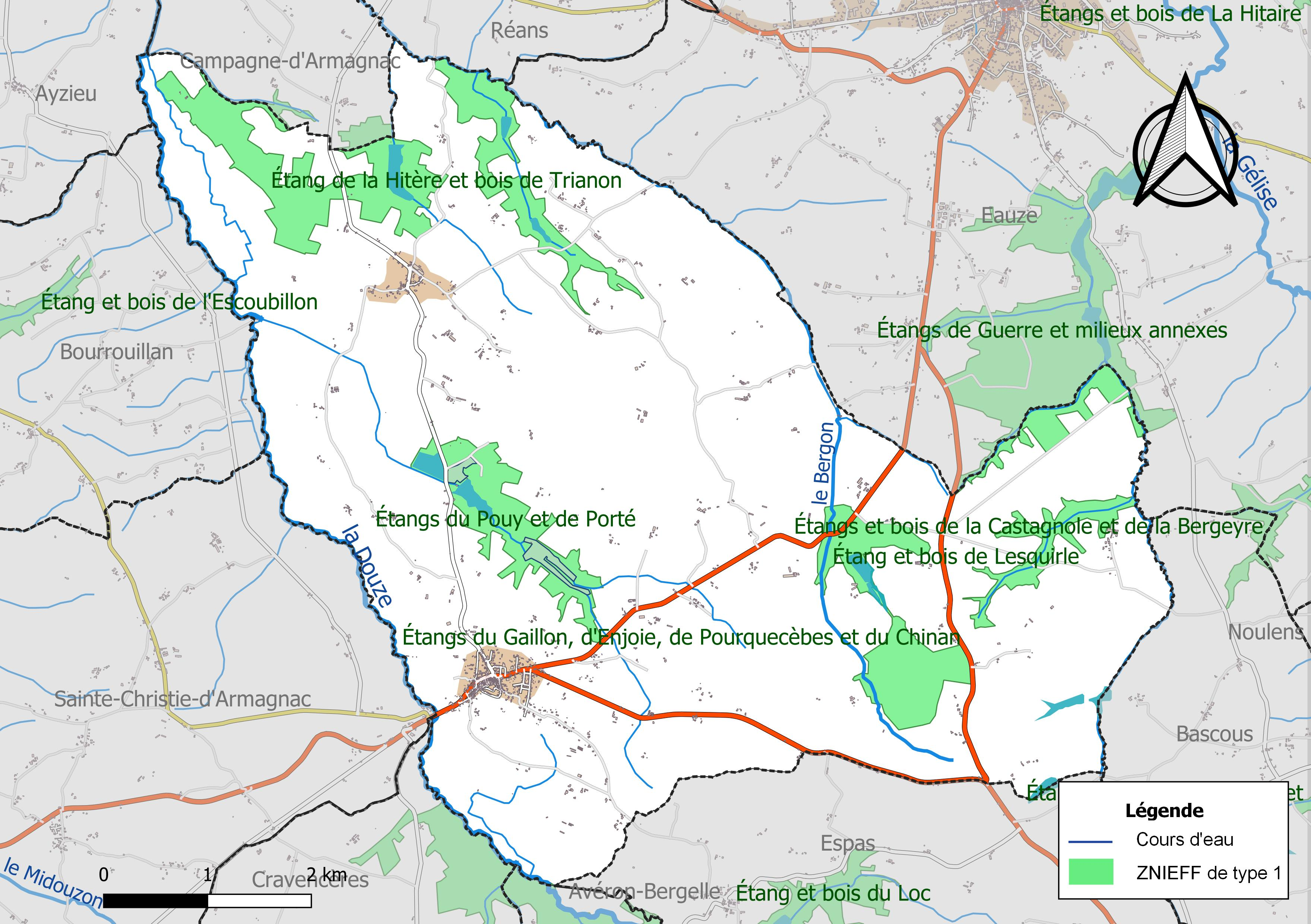
Carte des ZNIEFF de type 1 sur la commune.
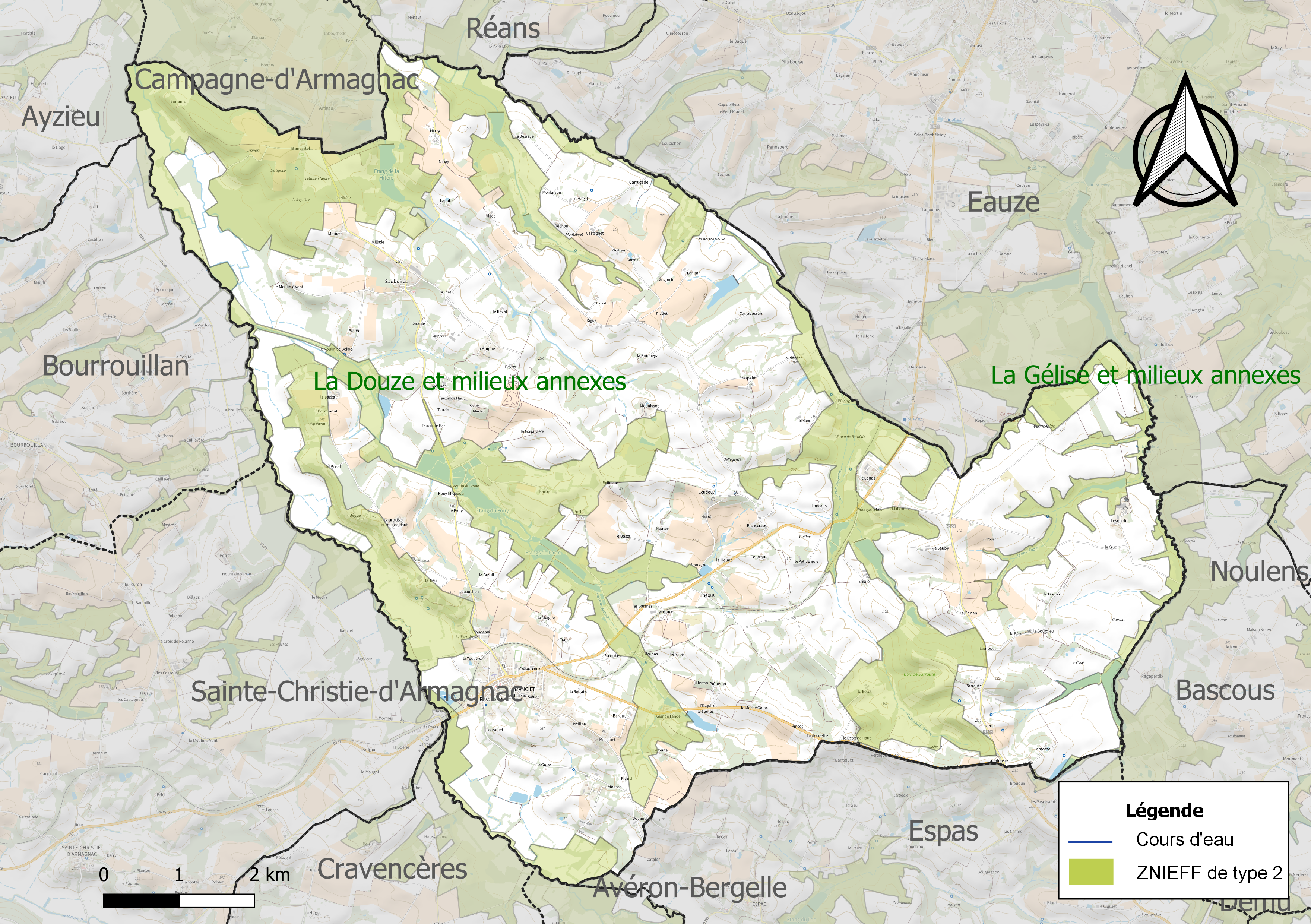
Carte des ZNIEFF de type 2 sur la commune.

## Urbanisme

### Typologie
Au 1er janvier 2024, Manciet est catégorisée commune rurale à habitat dispersé, selon la nouvelle grille communale de densité à sept niveaux définie par l'Insee en 2022.
Elle est située hors unité urbaine. Par ailleurs la commune fait partie de l'aire d'attraction d'Eauze, dont elle est une commune de la couronne,. Cette aire, qui regroupe 12 communes, est catégorisée dans les aires de moins de 50 000 habitants,.

### Occupation des sols
L'occupation des sols de la commune, telle qu'elle ressort de la base de données européenne d’occupation biophysique des sols Corine Land Cover (CLC), est marquée par l'importance des territoires agricoles (87,9 % en 2018), une proportion sensiblement équivalente à celle de 1990 (88,3 %). La répartition détaillée en 2018 est la suivante : 
zones agricoles hétérogènes (40,1 %), terres arables (26,7 %), cultures permanentes (14,8 %), forêts (10,2 %), prairies (6,3 %), zones urbanisées (1,5 %), milieux à végétation arbustive et/ou herbacée (0,5 %). L'évolution de l’occupation des sols de la commune et de ses infrastructures peut être observée sur les différentes représentations cartographiques du territoire : la carte de Cassini (XVIIIe siècle), la carte d'état-major (1820-1866) et les cartes ou photos aériennes de l'IGN pour la période actuelle (1950 à aujourd'hui).

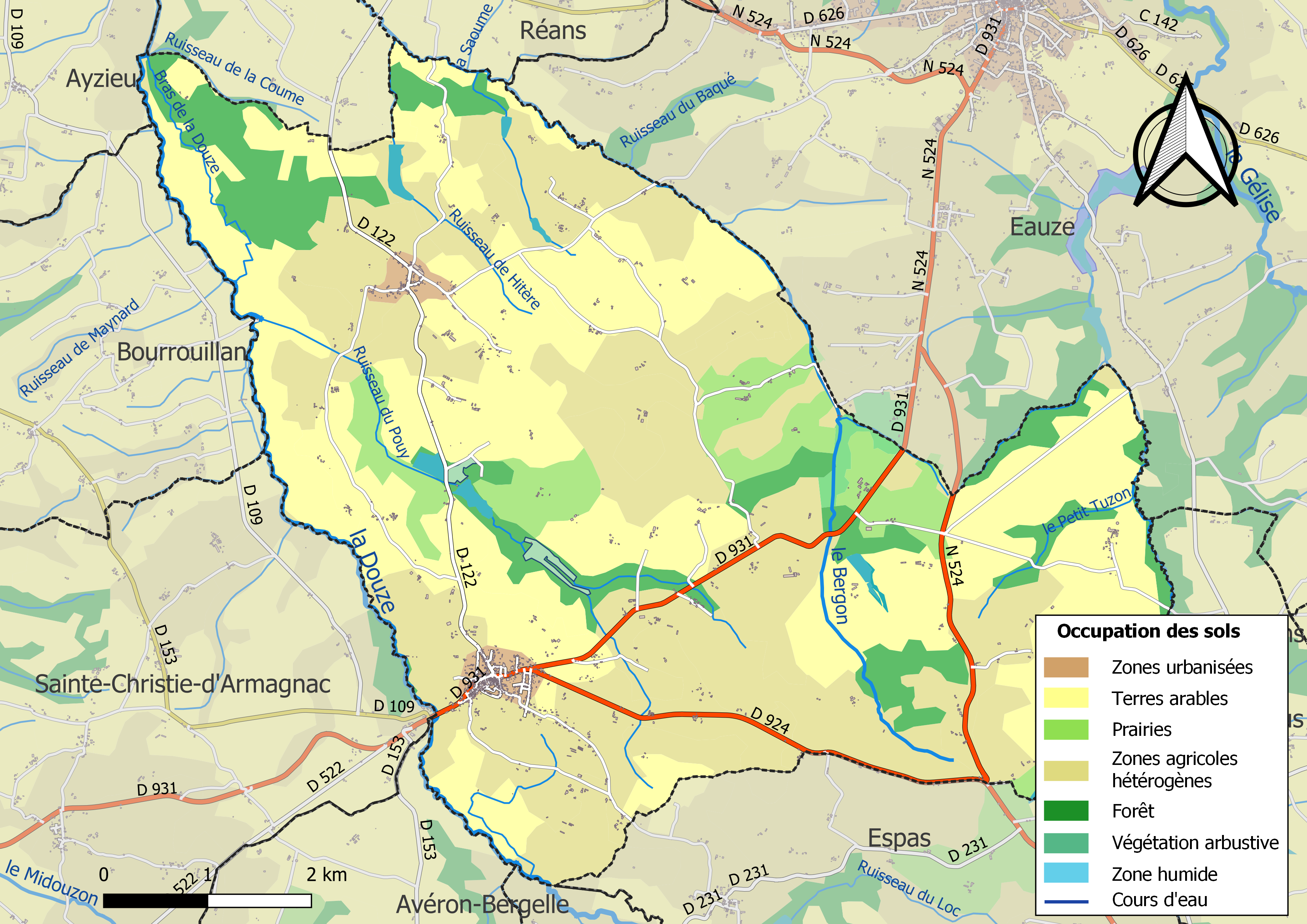
Carte des infrastructures et de l'occupation des sols de la commune en 2018 (CLC).

### Voies de communication et transports
Manciet est traversée par la D 931 et se situe approximativement à 1 h 45 du périphérique toulousain en voiture.

### Risques majeurs
Le territoire de la commune de Manciet est vulnérable à différents aléas naturels : météorologiques (tempête, orage, neige, grand froid, canicule ou sécheresse) et séisme (sismicité très faible). Un site publié par le BRGM permet d'évaluer simplement et rapidement les risques d'un bien localisé soit par son adresse soit par le numéro de sa parcelle.

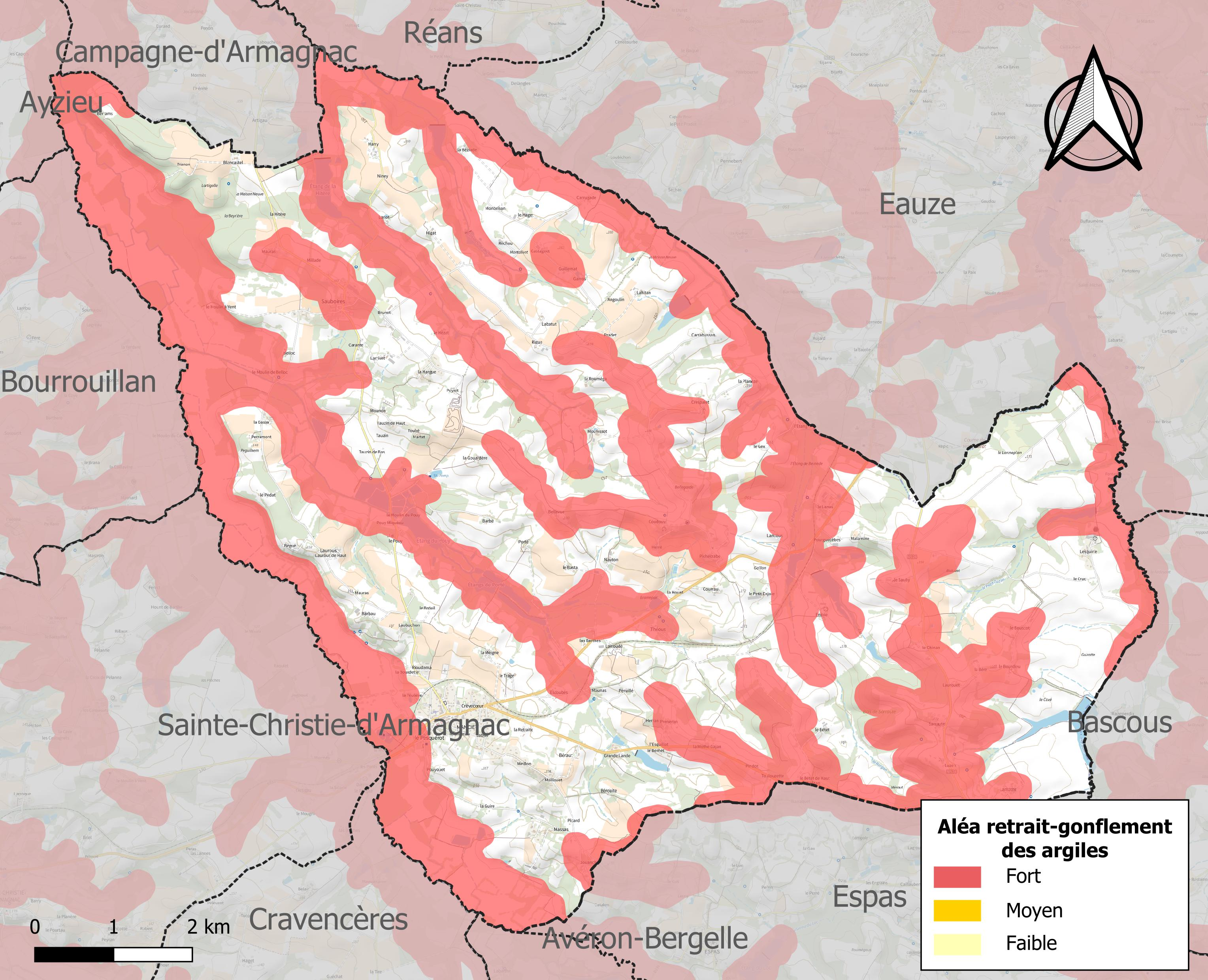
Carte des zones d'aléa retrait-gonflement des sols argileux de Manciet.

Le retrait-gonflement des sols argileux est susceptible d'engendrer des dommages importants aux bâtiments en cas d’alternance de périodes de sécheresse et de pluie. 48,9 % de la superficie communale est en aléa moyen ou fort (94,5 % au niveau départemental et 48,5 % au niveau national). Sur les 482 bâtiments dénombrés sur la commune en 2019, 123 sont en aléa moyen ou fort, soit 26 %, à comparer aux 93 % au niveau départemental et 54 % au niveau national. Une cartographie de l'exposition du territoire national au retrait gonflement des sols argileux est disponible sur le site du BRGM,.
Par ailleurs, afin de mieux appréhender le risque d’affaissement de terrain, l'inventaire national des cavités souterraines permet de localiser celles situées sur la commune.
La commune a été reconnue en état de catastrophe naturelle au titre des dommages causés par les inondations et coulées de boue survenues en 1983, 1993, 1999 et 2009. Concernant les mouvements de terrains, la commune a été reconnue en état de catastrophe naturelle au titre des dommages causés par la sécheresse en 1989, 1991, 1993 et 2017 et par des mouvements de terrain en 1999.

## Toponymie
Du roman mansio "demeure" avec diminutif -et.

## Le pèlerinage de Compostelle
Sur la via Podiensis du pèlerinage de Saint-Jacques-de-Compostelle.
On vient d'Eauze, la prochaine commune est Nogaro.
À Manciet, une autre route rejoignait la via Podiensis : celle qui venait de la via Tolosana depuis Auch par Vic-Fezensac.
L'hôpital Saint-Jacques se trouvait à l'emplacement actuel de la « Bonne Auberge », avant la Douze, dont le franchissement par les pèlerins était exempt de péage.

## Histoire
- En 1235, l'ordre gascon de Saint-Jacques, de la Foi et de la Paix (en) commença à restaurer le fortin primitif, d'où une querelle d'une dizaine d'années avec les deux ordres rivaux avant que le pape Innocent IV ne donne solennellement raison aux Templiers et aux Hospitaliers[32].

### Les Templiers et les Hospitaliers
En 1223, le vicomte de Béarn Guilhem de Moncade, donna aux Templiers de Bordères et aux Hospitaliers de Sainte-Christie ce lieu « où il y avait autrefois un beau château » et ils y bâtirent leur hospice.
Manciet figure ensuite parmi les membres et annexes de la commanderie hospitalière de La Cavalerie en Armagnac au sein du grand prieuré de Toulouse.

## Héraldique
| Blason | Blasonnement : Parti, au premier d'or à deux vaches de gueules onglées, colletées et clarinées d'azur, au second d'argent à un lion de gueules. |

## Politique et administration
| Période                                  | Période  | Identité         | Étiquette | Qualité               |
| ---------------------------------------- | -------- | ---------------- | --------- | --------------------- |
| mars 2001                                | En cours | Pierre Capdepont | DVG       | Professeur des écoles |
| Les données manquantes sont à compléter. |          |                  |           |                       |

## Démographie
L'évolution du nombre d'habitants est connue à travers les recensements de la population effectués dans la commune depuis 1793. Pour les communes de moins de 10 000 habitants, une enquête de recensement portant sur toute la population est réalisée tous les cinq ans, les populations de référence des années intermédiaires étant quant à elles estimées par interpolation ou extrapolation. Pour la commune, le premier recensement exhaustif entrant dans le cadre du nouveau dispositif a été réalisé en 2006.

En 2022, la commune comptait 761 habitants, en évolution de −5,35 % par rapport à 2016 (Gers : +1,04 %, France hors Mayotte : +2,11 %).
| 1793  | 1800  | 1806  | 1821  | 1831  | 1841  | 1846  | 1851  | 1856  |
| ----- | ----- | ----- | ----- | ----- | ----- | ----- | ----- | ----- |
| 1 574 | 1 731 | 1 532 | 1 678 | 1 742 | 1 758 | 1 740 | 1 703 | 1 924 |

| 1861  | 1866  | 1872  | 1876  | 1881  | 1886  | 1891  | 1896  | 1901  |
| ----- | ----- | ----- | ----- | ----- | ----- | ----- | ----- | ----- |
| 2 004 | 1 916 | 1 831 | 1 709 | 1 711 | 1 651 | 1 700 | 1 670 | 1 503 |

| 1906  | 1911  | 1921  | 1926  | 1931  | 1936  | 1946  | 1954  | 1962  |
| ----- | ----- | ----- | ----- | ----- | ----- | ----- | ----- | ----- |
| 1 480 | 1 404 | 1 249 | 1 273 | 1 247 | 1 161 | 1 176 | 1 053 | 1 069 |

| 1968  | 1975 | 1982 | 1990 | 1999 | 2006 | 2011 | 2016 | 2021 |
| ----- | ---- | ---- | ---- | ---- | ---- | ---- | ---- | ---- |
| 1 066 | 955  | 857  | 784  | 764  | 788  | 819  | 804  | 775  |

| 2022 | - | - | - | - | - | - | - | - |
| ---- | - | - | - | - | - | - | - | - |
| 761  | - | - | - | - | - | - | - | - |

## Économie

### Revenus
En 2018  (données Insee publiées en septembre 2021), la commune compte 348 ménages fiscaux, regroupant 745 personnes. La médiane du revenu disponible par unité de consommation est de 19 970 € (20 820 € dans le département).

### Emploi
|                | 2008  | 2013  | 2018  |
| -------------- | ----- | ----- | ----- |
| Commune        | 5,1 % | 4 %   | 9,6 % |
| Département    | 6,1 % | 7,5 % | 8,2 % |
| France entière | 8,3 % | 10 %  | 10 %  |

En 2018, la population âgée de 15 à 64 ans s'élève à 451 personnes, parmi lesquelles on compte 76,9 % d'actifs (67,3 % ayant un emploi et 9,6 % de chômeurs) et 23,1 % d'inactifs,. En  2018, le taux de chômage communal (au sens du recensement) des 15-64 ans est supérieur à celui du département, mais inférieur à celui de la France, alors qu'il était inférieur à celui du département et de la France en 2008.
La commune fait partie de la couronne de l'aire d'attraction d'Eauze, du fait qu'au moins 15 % des actifs travaillent dans le pôle,. Elle compte 158 emplois en 2018, contre 173 en 2013 et 170 en 2008. Le nombre d'actifs ayant un emploi résidant dans la commune est de 315, soit un indicateur de concentration d'emploi de 50 % et un taux d'activité parmi les 15 ans ou plus de 52,6 %.
Sur ces 315 actifs de 15 ans ou plus ayant un emploi, 97 travaillent dans la commune, soit 31 % des habitants. Pour se rendre au travail, 85,7 % des habitants utilisent un véhicule personnel ou de fonction à quatre roues, 0,3 % les transports en commun, 3,8 % s'y rendent en deux-roues, à vélo ou à pied et 10,2 % n'ont pas besoin de transport (travail au domicile).

### Activités hors agriculture

#### Secteurs d'activités
70 établissements sont implantés  à Manciet au 31 décembre 2019. Le tableau ci-dessous en détaille le nombre par secteur d'activité et compare les ratios avec ceux du département,.
| Secteur d'activité                                                                                        | Commune | Commune | Département |
| Secteur d'activité                                                                                        | Nombre  | %       | %           |
| --- | ------- | ------- | ----------- |
| Ensemble                                                                                                  | 70      |         |             |
| Industrie manufacturière, industries extractives et autres                                                | 10      | 14,3 %  | (12,3 %)    |
| Construction                                                                                              | 7       | 10 %    | (14,6 %)    |
| Commerce de gros et de détail, transports, hébergement et restauration                                    | 32      | 45,7 %  | (27,7 %)    |
| Activités financières et d'assurance                                                                      | 1       | 1,4 %   | (3,5 %)     |
| Activités immobilières                                                                                    | 3       | 4,3 %   | (5,2 %)     |
| Activités spécialisées, scientifiques et techniques et activités de services administratifs et de soutien | 7       | 10 %    | (14,4 %)    |
| Administration publique, enseignement, santé humaine et action sociale                                    | 4       | 5,7 %   | (12,3 %)    |
| Autres activités de services                                                                              | 6       | 8,6 %   | (8,3 %)     |

Le secteur du commerce de gros et de détail, des transports, de l'hébergement et de la restauration est prépondérant sur la commune puisqu'il représente 45,7 % du nombre total d'établissements de la commune (32 sur les 70 entreprises implantées  à Manciet), contre 27,7 % au niveau départemental.

#### Entreprises et commerces
Les deux entreprises ayant leur siège social sur le territoire communal qui génèrent le plus de chiffre d'affaires en 2020 sont : 
- SARL Multimeca 32, mécanique industrielle (533 k€)
- Harguest, hébergement touristique et autre hébergement de courte durée (10 k€)

### Agriculture
La commune est dans le Bas-Armagnac, une petite région agricole occupant une partie ouest du département du Gers. En 2020, l'orientation technico-économique de l'agriculture  sur la commune est la polyculture et/ou le polyélevage.
|               | 1988  | 2000  | 2010  | 2020  |
| ------------- | ----- | ----- | ----- | ----- |
| Exploitations | 88    | 55    | 47    | 40    |
| SAU (ha)      | 2 850 | 2 877 | 2 637 | 2 469 |

Le nombre d'exploitations agricoles en activité et ayant leur siège dans la commune est passé de 88 lors du recensement agricole de 1988  à 55 en 2000 puis à 47 en 2010 et enfin à 40 en 2020, soit une baisse de 55 % en 32 ans. Le même mouvement est observé à l'échelle du département qui a perdu pendant cette période 51 % de ses exploitations,. La surface agricole utilisée sur la commune a également diminué, passant de 2 850 ha en 1988 à 2 469 ha en 2020. Parallèlement la surface agricole utilisée moyenne par exploitation a augmenté, passant de 32 à 62 ha.

## Culture locale et patrimoine

### Lieux et monuments
- Traces de l'ancienne commanderie : plus au nord, à Malauret, près du moulin de Ricaut et de l'ancien hippodrome.
- Église Notre-Dame-de-Pitié de Manciet.
- Église Saint-Roch de Sauboires.
- Les arènes : elles sont typiques de la région de l'Armagnac et des Landes et sont destinées à la pratique de la course landaise.

Reconstruites après un incendie en 1919, elles sont tristement célèbres pour la mort, en 1923, d'un écarteur très connu : Giovanni.
- Le lavoir : de forme oblongue, il a été construit en 1844 sur l'emplacement d'un ancien lavoir. Il a été couvert en 1896. Il est alimenté par une source qui jaillissait à travers une jolie fontaine détruite lors des travaux d'adduction d'eau.
- Château de Blancastel, édifié à la fin du XVe siècle, il appartient alors à la maison de Lavardac seigneur d'un fief situé non loin, à Ayzieu. Par le jeu d'alliances, vers la fin du XVIe siècle, il entre dans le patrimoine des Pardaillan plusieurs fois alliés aux Lavardac. Au début du XVIIIe siècle, la famille de Mibielle, originaire de Montréal-du-Gers, en fait l'acquisition et réalise d'importants travaux.
- Motte de Castet, située au point culminant du bourg. Selon Ludovic Mazeret, la tradition fait relier le souterrain depuis la motte du Castet jusqu'à Malaurey[44].
- Motte de Sarraute, située sur un plateau, à un point culminant tout le pays[44].